# Casamento às Cegas: Brasil
Casamento às Cegas: Brasil é um reality show brasileiro produzido pela Netflix em parceria com a Floresta Produções. O formato do programa é baseado na versão americana Love is Blind, é apresentado por Camila Queiroz e Klebber Toledo e estreou em 6 de outubro de 2021. O formato busca testar se o amor é realmente cego, promovendo encontros entre solteiros que se conhecem sem se verem pessoalmente.
O sucesso do programa gerou o spin-off, Depois do Altar, um especial que promove um reencontro com os participantes de todas as temporadas do reality para mostrar suas vidas após o experimento. O média-metragem chegou ao streaming em 20 de dezembro de 2023. 

## Formato
O reality segue 16 homens e 16 mulheres na esperança de encontrar o amor. Por 10 dias em um formato de namoro rápido, os homens e mulheres namoram em diferentes "cápsulas" onde podem conversar, mas não se ver. Sempre que decidem, alguém do casal propõe o outro(a) em casamento. Após a proposta e se encontrarem cara a cara pela primeira vez, os noivos dirigem-se a uma lua de mel para se conhecerem melhor. Durante essa viagem, eles passam um tempo conhecendo seus parceiros e conhecendo os outros casais que participam do experimento.
Após essa etapa, os noivos mudam-se para o mesmo complexo de apartamentos e passam pela primeira vez a morar e conviver juntos. Enquanto estão nos apartamentos, todos eles encontram as famílias de seus parceiros e exploram as condições de vida de seus parceiros. No dia do casamento, os noivos realizam cerimônias de casamento e tomam suas decisões finais no altar sobre se separam ou se casam, respondendo à pergunta "O amor é cego?".

## Exibição
| Temporada | Temporada       | Episódios | Exibição original      | Exibição original       |
| Temporada | Temporada       | Episódios | Estreia da temporada   | Final da temporada      |
| --------- | --------------- | --------- | ---------------------- | ----------------------- |
|           | 1               | 11        | 6 outubro de 2021      | 4 de novembro de 2021   |
|           | 2               | 11        | 28 de dezembro de 2022 | 1º de fevereiro de 2023 |
|           | 3               | 11        | 7 de junho de 2023     | 2 de julho de 2023      |
|           | Depois do Altar | 1         | 20 de dezembro de 2023 | 20 de dezembro de 2023  |
|           | 4               | 11        | 26 de junho de 2024    | 10 de julho de 2024     |

## 1º temporada (2021)
| Nome               | Idade no reality | Profissão              | Status de Relacionamento |
| ------------------ | ---------------- | ---------------------- | ------------------------ |
| Fernanda Terra     | 37               | Beauty artist          | Casados no reality       |
| Thiago Rocha       | 34               | Paraquedista comercial | Casados no reality       |
| Carolina Novaes    | 29               | Advogada               | Casados no reality       |
| Hudson Mendes      | 26               | Líder de projetos      | Casados no reality       |
| Luana Braga        | 33               | Psicóloga              | Casados no reality       |
| Lissio Fiod        | 34               | Empresário             | Casados no reality       |
| Ana Prado          | 29               | Modelo                 | Separados no altar       |
| Shayan Haghbin     | 30               | Comerciante            | Separados no altar       |
| Dayanne Feitoza    | 31               | Bancária               | Separados no altar       |
| Rodrigo Vaisemberg | 35               | Corretor de seguros    | Separados no altar       |

| Casais                               | Status                             | Notas                                                                                                  |
| ------------------------------------ | ---------------------------------- | --- |
| Fernanda Terra & Thiago Rocha        | Juntos em 4 de novembro de 2021    | Após estabelecerem conexões e vivenciarem todas as etapas do experimento, decidiram permanecer juntos. |
| Carolina Novaes & Hudson Mendes      | Juntos em 4 de novembro de 2021    | Após estabelecerem conexões e vivenciarem todas as etapas do experimento, decidiram permanecer juntos. |
| Luana Braga & Lissio Fiod            | Juntos em 4 de novembro de 2021    | Após estabelecerem conexões e vivenciarem todas as etapas do experimento, decidiram permanecer juntos. |
| Ana Prado & Shayan Haghbin           | Separados em 4 de novembro de 2021 | Chegaram até o altar, mas ao final da cerimônia optaram por não se casar.                              |
| Dayanne Feitoza & Rodrigo Vaisemberg | Separados em 4 de novembro de 2021 | Chegaram até o altar, mas ao final da cerimônia optaram por não se casar.                              |

## 2ª temporada (2022)
| Nome              | Idade no reality | Profissão                    | Status de Relacionamento |
| ----------------- | ---------------- | ---------------------------- | ------------------------ |
| Flávia Queiroz    | 27               | Enfermeira                   | Casados no reality       |
| Robert Richard    | 27               | Personal Trainer             | Casados no reality       |
| Thamara Teréz     | 30               | Advogada                     | Casados no reality       |
| Alisson Hentges   | 27               | Administrador                | Casados no reality       |
| Maíra Bullos      | 31               | Social Media                 | Separados no altar       |
| Guilherme Martins | 29               | Controlador de Tráfego Aéreo | Separados no altar       |
| Vanessa Carvalho  | 31               | Psicóloga e Empresária       | Separados no altar       |
| Tiago Chapola     | 35               | Fisioterapeuta de formação   | Separados no altar       |
| Verônica Brito    | 31               | Empresária e Modelo          | Separados no altar       |
| William Domiêncio | 26               | Auxiliar Contábil            | Separados no altar       |
| Amanda Souza      | 35               | Consultora de Imagem         | Não se relacionou        |
| Antonia Andrade   | 37               | Empresária.                  | Não se relacionou        |

| Casais             | Status                                | Notas |
| ------------------ | ------------------------------------- | --- |
| Flávia & Robert    | Juntos em 1 de fevereiro de 2023      | Após estabelecerem conexões e vivenciarem todas as etapas do experimento, decidiram permanecer juntos.                                                        |
| Thamara & Alisson  | Juntos em 1 de fevereiro de 2023      | Após estabelecerem conexões e vivenciarem todas as etapas do experimento, decidiram permanecer juntos.                                                        |
| Vanessa & Tiago    | Separados em 1 de fevereiro de 2023   | Chegaram até o altar, mas ao final da cerimônia optaram por não se casar.                                                                                     |
| Verônica & William | Separados em 1 de fevereiro de 2023   | Chegaram até o altar, mas ao final da cerimônia optaram por não se casar.                                                                                     |
| Maíra & Guilherme  | Desistentes em 1 de fevereiro de 2023 | Eles avançaram até a terceira fase do programa, porém, após uma série de dificuldades na convivência, Maíra optou por encerrar a participação no experimento. |

## 3ª temporada (2023)
| Nome                     | Idade no reality | Profissão                         | Status de Relacionamento |
| ------------------------ | ---------------- | --------------------------------- | ------------------------ |
| Ágata Moura              | 31               | Publicitária                      | Casados no reality       |
| Renan Justino            | 30               | Fisioterapeuta                    | Casados no reality       |
| Bianca Sessa             | 29               | Nutricionista                     | Casados no reality       |
| Jarbas Andrade           | 31               | Empresário                        | Casados no reality       |
| Daniela Silva            | 36               | Empresária                        | Casados no reality       |
| Daniel Manzoni           | 31               | Engenheiro de Produção            | Casados no reality       |
| Karen Bacic              | 33               | Advogada                          | Casados no reality       |
| Valmir Reis              | 34               | Diretor Comercial                 | Casados no reality       |
| Maria Carolina Caporusso | 29               | Empresária                        | Casados no reality       |
| Menandro Rosa            | 31               | Empresário lojista                | Casados no reality       |
| Italo Antonelli          | 30               | Engenheiro de aplicações e vendas | Não se relacionou        |

| Casais           | Status                       | Notas                                                                                                  |
| ---------------- | ---------------------------- | --- |
| Ágata & Renan    | Juntos em 7 de junho de 2023 | Após estabelecerem conexões e vivenciarem todas as etapas do experimento, decidiram permanecer juntos. |
| Daniel & Daniela | Juntos em 7 de junho de 2023 | Após estabelecerem conexões e vivenciarem todas as etapas do experimento, decidiram permanecer juntos. |
| Bianca & Jarbas  | Juntos em 7 de junho de 2023 | Após estabelecerem conexões e vivenciarem todas as etapas do experimento, decidiram permanecer juntos. |
| Maria & Menandro | Juntos em 7 de junho de 2023 | Após estabelecerem conexões e vivenciarem todas as etapas do experimento, decidiram permanecer juntos. |
| Karen & Valmir   | Juntos em 7 de junho de 2023 | Após estabelecerem conexões e vivenciarem todas as etapas do experimento, decidiram permanecer juntos. |

## Casamento às Cegas: Depois do Altar (2023)
Após três temporadas de Casamento às Cegas: Brasil, a Netflix lançou, em 20 de agosto de 2025, o especial Depois do Altar, reunindo participantes das edições anteriores para mostrar como estão suas vidas após o reality. Com cerca de uma hora e meia de duração, a produção trouxe revelações, reencontros e confrontos, além de esclarecer polêmicas que surgiram fora das câmeras. A festa promovida pela plataforma contou com depoimentos inéditos, interações entre casais e ex-parceiros e a presença de figuras marcantes que não chegaram a se casar no programa, mas tiveram desdobramentos relevantes em suas trajetórias. O especial contou com a presença de quase todos os casais das três temporadas — excetuando Thiago (1ª temporada), e Flávia, Paulo e Guilherme (2ª temporada) — além de depoimentos de participantes que não chegaram a formar casais, mas seguiram com histórias relevantes no show.
Entre os momentos mais comentados esteve a participação de Alisson e Thamara, casal formado na segunda temporada e que chocou os fãs após a separação. Outro destaque foi o reencontro entre Dayanne e Rodrigo, que viveram uma relação conturbada no reality, mas demonstraram maturidade ao conversarem cordialmente no evento, Dayanne, atualmente tem um relacionamento homoafetivo. Situação semelhante aconteceu com Ana Prado e Shayan, casal que protagonizou diversas discussões após o fim do programa e surpreendeu o público ao comparecer junto à festa, afirmando que hoje mantêm amizade. Já Luana e Lissio, que chegaram a se casar e permaneceram juntos por um período, revelaram que agora cultivam apenas uma relação amistosa. 
No entanto, nem todos os reencontros foram pacíficos. Flávia não compareceu ao evento, e, segundo o ex-parceiro Robert, não há qualquer tipo de contato entre eles. William e Verônica estiveram presentes, mas evitaram diálogo, enquanto Hudson e Carolina tentaram uma conversa que rapidamente evoluiu para um desentendimento. Outro momento que repercutiu foi a troca de farpas entre Bárbara e Maria, evidenciando que antigas rivalidades ainda persistem fora das câmeras.

## 4ª temporada: Uma Nova Chance (2024)
| Nome                   | Idade no reality | Profissão                      | Status de Relacionamento |
| ---------------------- | ---------------- | ------------------------------ | ------------------------ |
| Alexandre Thomaz       | 34               | Empresário (ramo de eventos)   | Casados no reality       |
| Renata Giaffredo       | 33               | Advogada                       | Casados no reality       |
| Ingrid Santa Rita      | 33               | Arquiteta                      | Casados no reality       |
| Leandro Marçal         | 32               | Personal trainer (ex-zagueiro) | Casados no reality       |
| Leonardo Plácido       | 34               | Advogado                       | Casados no reality       |
| Vanessa Kurashiki      | 33               | Advogada                       | Casados no reality       |
| Marília Pinheiro       | 37               | Bancária                       | Continuaram Noivos       |
| Patrick Ribeiro        | 32               | Gestor de tráfego              | Continuaram Noivos       |
| Ariela Carasso         | 34               | Diretora de eventos            | Separados no altar       |
| Evandro Pinto          | 35               | Segurança pessoal e trader     | Separados no altar       |
| Gabriel Kaled          | 31               | Economista                     | Noivou                   |
| Muriel de Aquino Silva | 36               | Executiva de vendas            | Noivou                   |
| André Romano           | 30               | Analista de conformidades      | Não se relacionou        |
| Marcia Ishimoto        | 34               | Promotora de eventos           | Não se relacionou        |
| Rodrigo Knoeller       | 40               | Gerente de marketing           | Não se relacionou        |

| Casais             | Casado                             | |
| ------------------ | ---------------------------------- | --- |
| Ingrid & Leandro   | Juntos em 10 de julho de 2024      | Após estabelecerem conexões e vivenciarem todas as etapas do experimento, decidiram permanecer juntos.                                                          |
| Alexandre & Renata | Juntos em 10 de julho de 2024      | Após estabelecerem conexões e vivenciarem todas as etapas do experimento, decidiram permanecer juntos.                                                          |
| Leonardo & Vanessa | Juntos em 10 de julho de 2024      | Após estabelecerem conexões e vivenciarem todas as etapas do experimento, decidiram permanecer juntos.                                                          |
| Marília & Patrick  | Noivos em 10 de julho de 2024      | Chegaram até o altar, mas ao final da cerimônia optaram por não se casar e continuarem noivos.                                                                  |
| Ariela & Evandro   | Desistentes em 10 de julho de 2024 | Eles avançaram até a terceira fase do programa, porém, após uma série de dificuldades na convivência, Evandro optou por encerrar a participação no experimento. |

## Produção
Em 2 de fevereiro de 2021, a Netflix anunciou oficialmente que produziria a versão brasileira do reality show Casamento às Cegas, com Camila Queiroz e Klebber Toledo como apresentadores. As gravações da primeira temporada ocorreram em São Paulo, iniciando em 16 de janeiro de 2021 e durando 39 dias até os casamentos. O programa estreou em 6 de outubro de 2021, com episódios lançados semanalmente. O formato seguiu o modelo original do programa, com participantes se conhecendo sem contato visual, desenvolvendo conexões e decidindo se casariam ou não.
Devido ao sucesso da primeira temporada, a Netflix renovou o programa para uma segunda temporada, que estreou em 28 de dezembro de 2022. Camila Queiroz e Klebber Toledo continuaram como apresentadores.A terceira temporada foi lançada em 2023, mantendo a fórmula de sucesso e apresentando novos participantes em busca do amor.
O subtítulo Uma Nova Chance, adotado na quarta temporada de Casamento às Cegas: Brasil, introduziu ao reality um formato inédito no país. Diferentemente das edições anteriores, compostas por solteiros em busca de um relacionamento estável, essa versão reuniu exclusivamente pessoas que já haviam vivenciado relações anteriores significativas incluindo divorciados, separados ou indivíduos cujo noivado ou casamento não se concretizou.

### Relacionamentos que não foram transmitidos
Ao todo, 10 casais ficaram noivos durante as cabines do programa, porém, por decisão do reality, apenas cinco seguiram para as etapas de lua de mel e casamento. Os cinco casais não transmitidos foram: Anna Arraes e Bruno Brych, Pamella Sousa e Gustavo Mester; e Priscila Pitman e Victor Varella. 

## Outras aparições
Além de participarem do Casamento às Cegas, alguns dos participantes passaram a competir em outros reality ou talent shows.
| Participante      | Edição Casamento às Cegas | Colocação               | Reality ou talent show     | Temp. | Colocação               |
| ----------------- | ------------------------- | ----------------------- | -------------------------- | ----- | ----------------------- |
| Shayan Haghbin    | 1                         | Participante – Original | A Fazenda                  | 14    | Expulso – 15.º lugar    |
| Shayan Haghbin    | 1                         | Participante – Original | A Fazenda                  | 15    | Eliminado – 8.º lugar   |
| William Domiêncio | 2                         | Participante – Original | De Férias com o Ex: Caribe | 3     | Participante – Original |
| Vanessa Carvalho  | 2                         | Participante – Original | A Fazenda                  | 16    | Eliminado – 6.º lugar   |